# Alex Paulsen
Alexander Noah Paulsen (* 4. Juli 2002 in Auckland) ist ein neuseeländisch-südafrikanischer Fußballtorhüter.

## Karriere

### Verein
Aus der Jugend von Wellington United kommend, ging er im Oktober 2018 in die Reservemannschaft von Wellington Phoenix über. Als Teil einer Kooperation als Farmteam wechselte er für den Zeitraum der Saison 2021 zum Lower Hutt City AFC und stand hier für die ersten zehn Spieltage der National League im Tor. Nachdem er im folgenden September fix in die erste Mannschaft in der A-League aufrückte, gab er am 19. Dezember 2021 sein Debüt, als er bei einer 1:2-Niederlage – beim zwischenzeitlichen Stand von 0:1 – gegen den Sydney FC zur 27. Minute für den verletzten Oliver Sail ins Spiel kam. An den folgenden beiden Spieltagen vertrat er ihn ebenso und kam auch noch einmal im März 2022 für ein Spiel zum Einsatz.
Nachdem er in der Saison 2022/23 nur von der Bank zusehen konnte, wurde er zum Saisonstart 2023/24 Stammtorhüter und stand in jeder Partie dieser Spielzeit zwischen den Pfosten. Für eine Ablöse von bis zu etwas über 2 Mio. € verpflichtete ihn im Sommer 2024 der englische Premier League Klub AFC Bournemouth. Diese verliehen ihn im August des Jahres direkt weiter an den Schwester-Klub Auckland FC, nachdem dieser Transfer durch eine Revision der Transferregeln innerhalb der Liga möglich gemacht wurde.

### Nationalmannschaft
Mit der neuseeländischen U16/U17 nahm er an der Ozeanienmeisterschaft 2018 und der Weltmeisterschaft 2019 teil. Bei letzterem Turnier war er in jeder Partie Kapitän seiner Mannschaft. Bereits im September 2019 kam er für die U23-Mannschaft bei der Ozeanienmeisterschaft 2019 zum Einsatz und bestritt ein paar Spielminuten im ersten Gruppenspiel. Für die Mannschaft war er auch bei der Qualifikation für das olympische Fußballturnier der Spiele 2024 im Spätsommer 2023 aktiv und hütete im Halbfinale und im Finale das Tor. Hier wurde er auch für den finalen Olympiakader nominiert und agierte in den drei Partien seiner Mannschaft als Stammtorhüter.
Sein Debüt für die A-Nationalmannschaft gab er bei der Ozeanienmeisterschaft 2024 beim 3:0-Auftaktgruppenspielsieg über die Salomonen, wo er in der Startelf stand.